# Сто миллионов рублей
Сто миллио́нов рубле́й (100 000 000 рубле́й) — денежный знак ЗСФСР периода гиперинфляции. Выпущен в обращение в 1924 году. Изъят из обращения в том же году в связи с прекращением выпуска отдельной закавказской валюты и переходом на общесоюзную — рубль СССР, при обмене соответствовал 0,8 советской копейки.
На аверсе изображался номинал цифрами и прописью, слово «рублей» на русском, грузинском, армянском и азербайджанском языках и предупредительные надписи, здание Совнаркома ЗСФСР (Воронцовский дворец). Подписи — председателя Совнаркома М. Орахелашвили и И. О. наркома финансов Д. Гусейнова.
На реверсе отображался номинал цифрами и прописью, герб ЗСФСР, растительные орнаменты.

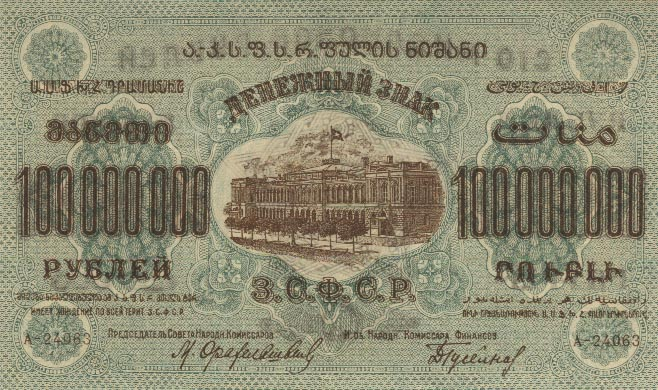
Сто миллионов рублей 1924 года (лицевая сторона)
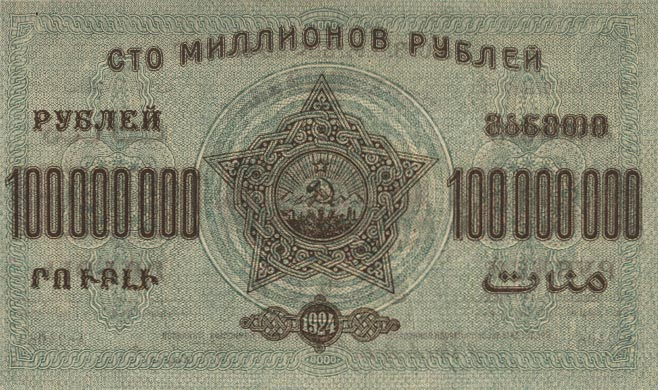
Сто миллионов рублей 1924 года (оборотная сторона)